# Gyula Káté
Gyula Káté (ur. 3 lutego 1982 w Budapeszcie) – węgierski bokser, brązowy medalista mistrzostw świata w Bangkoku i w Mediolanie.

## Kariera amatorska
W 2003 roku podczas mistrzostw świata w Bangkoku zdobył brązowy medal w wadze koguciej. W półfinale pokonał go złoty medalista tych mistrzostw, Mario Kindelán.
W 2004 roku zdobył brązowy medal w wadze koguciej podczas mistrzostw Europy w Puli.
W 2006 roku zdobył brązowy medal na mistrzostwach Europy Płowdiwie. W półfinale pokonał go Rosjanin Oleg Komisarow.
W 2008 roku zdobył srebro podczas mistrzostw Europy w Liverpoolu. W finale pokonał go Eduard Hambardzumjan.
W 2009 roku zdobył brązowy medal podczas mistrzostw świata w Mediolanie. W półfinale pokonał go Frankie Gomez.
W 2010 roku zdobył srebrny medal na mistrzostwach Europy w Moskwie. W finale pokonał go jednym punktem Hraczik Jawachjan.